# De Puisqu'il faut vivre à La Colombe
 (octobre 2017).
Si vous disposez d'ouvrages ou d'articles de référence ou si vous connaissez des sites web de qualité traitant du thème abordé ici, merci de compléter l'article en donnant les références utiles à sa vérifiabilité et en les liant à la section « Notes et références ».
Albums de Soprano
Live au Dôme de Marseille
(2008) La Colombe
(2010)
Singles
1. J'étais comme eux
Sortie : 2008

de Puisqu'il faut vivre à La Colombe... est une mixtape du rappeur français Soprano, sorti en juillet 2010.
Elle regroupe toutes les apparitions de Soprano en un an et demi, depuis Puisqu'il faut vivre (2007) jusqu'à La Colombe (2010) et sept titres inédits.
Le titre J'étais comme eux, enregistré avec Demon One et paru sur son album Démons et Merveilles, atteint la 16e place du classement de ventes de singles en France et reste classé 23 semaines.
Deux clips sont édités. Darwa est tourné à Marseille et Outro est un mini-clip de 1 min 53 s.

## Liste des titres
| 1.    | Intro (avec Dr Melfi)                                   | 0:48 |
| 2.    | J'étais comme eux (avec Demon One)                      | 1:10 |
| 3.    | French Connection (avec Black Marché)                   | 1:45 |
| 4.    | Les Clefs de la réussite (avec Tony Parker et Don Choa) | 1:26 |
| 5.    | Ferme les yeux et imagine-toi (avec Blacko)             | 2:06 |
| 6.    | C'est vrai (Psy 4 de la rime)                           | 3:21 |
| 7.    | Ouvrez les frontières (avec Tiken Jah Fakoly)           | 3:50 |
| 8.    | Incurable (inédit)                                      | 2:02 |
| 9.    | Inaya                                                   | 4:19 |
| 10.   | Pour toi j'tue (Psy 4 de la rime)                       | 1:49 |
| 11.   | Ça fait mal (avec La Fouine)                            | 2:44 |
| 12.   | Le sud le fait mieux (avec Don Choa)                    | 1:27 |
| 13.   | Zone abandonnée (avec Sinik)                            | 2:46 |
| 14.   | La Faim (avec Alonzo et Freeman)                        | 0:25 |
| 15.   | Repartir à zéro (avec La Fouine)                        | 2:38 |
| 16.   | Sans stress (avec Lygne 26)                             | 1:27 |
| 17.   | Venez pas chez nous (Psy 4 de la rime)                  | 1:19 |
| 18.   | Darwa (inédit)                                          | 2:21 |
| 19.   | Plus que de la musique (avec Akhenaton et Sat)          | 3:29 |
| 20.   | Air Fly (Psy 4 de la rime)                              | 0:48 |
| 21.   | Arena (avec Porta et Psy 4 de la rime)                  | 1:27 |
| 22.   | Marseille United (avec La Swija)                        | 1:43 |
| 23.   | Pas cette fois (avec Vitaa)                             | 1:43 |
| 24.   | Malgré tout (avec K-rlos) (inédit)                      | 4:20 |
| 25.   | Ghetto (avec Révolution Urbaine)                        | 4:02 |
| 26.   | Entre fréros (avec K-rlos et Diego Molissanti) (inédit) | 3:57 |
| 27.   | Criollo (avec Psy 4 de la rime)                         | 0:55 |
| 28.   | Notre-Dame (avec La Swija et Mino)                      | 1:42 |
| 29.   | Halla halla                                             | 0:44 |
| 30.   | Que Dieu bénisse le ghetto (avec Vincenzo) (inédit)     | 3:35 |
| 31.   | Victory                                                 | 1:20 |
| 32.   | Dans nos quartiers nord (avec Puissance Nord) (inédit)  | 4:51 |
| 33.   | Outro (inédit)                                          | 3:51 |
| 76:10 |                                                         |      |

## Classements
| Pays          | Meilleure position | Semaines classées |
| ------------- | ------------------ | ----------------- |
| France        | 14                 | 15                |
| Belgique (fr) | 18                 | 13                |